# حسین رضایی‌نیا
حسین رضایی‌نیا (زادهٔ ۲۹ اردیبهشت ۱۳۵۴ در تهران) نوازندهٔ دف و سازهای کوبه‌ای اهل ایران است.

## زندگی هنری
حسین رضایی‌نیا ۲۹ اردیبهشت سال ۱۳۵۴ در تهران متولد شد. او فراگیری موسیقی را از سال ۱۳۶۹ با ساز «سنتور» نزد «علی تحریری» و سپس نواختن ساز «دف» را در مرکز حفظ و اشاعهٔ موسیقی آغاز کرد. اولین استاد دف او «بابک زارع» بود و در ادامه، مراحل تکمیلی فراگیری ساز دف را نزد «بیژن کامکار» گذراند.
وی در کنار هنرمندانی نظیر: کیخسرو پورناظری، محمدرضا شجریان، شهرام ناظری، مجتبی میرزاده، علی اکبر مرادی، همایون شجریان، محمد معتمدی، علیرضا قربانی، سالار عقیلی و وحید تاج به نوازندگی پرداخته و در بیش از ۸۰ آلبوم موسیقی نوازندگی کرده‌است. وی همچنین اجراهایی را با سامی یوسف در خارج از ایران داشته‌است.

## فعالیت‌های هنری
از جمله فعالیت‌های هنری حسین رضایی‌نیا به موارد زیر می‌توان اشاره نمود:
ابداع ساز «دفِ حسین رضایی نیا»، پایه‌گذار و سرپرست گروه موسیقی «کوبه‌ای تهران»، تدریس ساز دف، عضو هیئت داوران جایزه باربد جشنواره موسیقی فجر، عضو هیئت داوران جشنواره بین‌المللی مولودی‌خوانی «هه‌تاو»

## نوازندگی در آلبوم‌ها
از جمله آثار موسیقی که حسین رضایی‌نیا در آن‌ها حضور داشته‌است به موارد زیر می‌توان اشاره نمود:
1. غوغای عشقبازان| محمدرضا شجریان، همایون شجریان|مجیددرخشانی|سعیدفرجپوری
2. صوتی-تصویری کنسرت سخن عشق و غوغای عشقبازان|محمدرضا شجریان
3. تصویری کنسرت سلیمانیه عراق|محمدرضاشجریان
4. رندان مست|محمدرضاشجریان|گروه شهناز
5. مرغ خوشخوان|محمدرضاشجریان|گروه شهناز
6. تصویری کنسرت رندان مست و مرغ خوشخوان|محمدرضاشجریان|گروه شهناز
7. صوتی-تصویری خداوندان اسرار|همایون شجریان|سهراب پورناظری
8. صوتی-تصویری چه آتش ها|همایون شجریان|علی قمصری
9. صوتی-تصویری آیینه ها|همایون شجریان|سهراب پورناظری
10. ایران من|همایون شجریان|سهراب پورناظری
11. تصویری کنسرت نمایش سی|همایون شجریان|سهراب پورناظری
12. صوفی|محمد معتمدی|سیناجهان آبادی
13. تصویری دانشگاه تهران|محمد معتمدی|سهراب پورناظری
14. بی محابا|محمد معتمدی|ابراهیم طهرانی پور
15. ضبط رادیو فرانسه|محمد معتمدی|سینا جهان‌آبادی|پاشاهنجنی|آزاد میرزاپور
16. برف خوانی|وحیدتاج|علی قمصری
17. عطار|وحیدتاج|آرش کامور
18. هماگون|وحیدتاج|محمدرضا دستگاهدار
19. چشم انتظار|وحیدتاج|رامین صفایی|نصرالله مدقالچی
20. ساز شبانگاهی|وحیدتاج|رامین صفایی
21. آواز سکوت|اشکان کمانگری|امیرحسین سام
22. دشت جنون|علی زندوکیلی|امیرحمزه حسینی
23. عبور از مه|علی زندوکیلی|هامون بهرامی مقدم
24. نارنگ|مجتبی عسگری|ساسان سرداریان
25. برسماع تنبور|علیرضا قربانی|گروه شمس |کیخسرو پورناظری|سهراب و تهمورس پورناظری
26. اپرای حافظ|علیرضا قربانی|امیر پورخلجی
27. پنهان چودل|حمیدرضانوربخش|گروه شمس |کیخسرو پورناظری|سهراب و تهمورس پورناظری
28. تصویری کنسرت بزرگداشت مولوی گروه شمس|نجمه تجدد - فرشادجمالی|(همخوانی) |کیخسرو پورناظری|سهراب و تهمورس پورناظری
29. سرزمین خورشید|فرشاد جمالی|تهمورس پورناظری
30. دیار مهر|فرشاد جمالی|تهمورس پورناظری
31. مهمانی کوچک|هاله سیفی زاده |علی قمصری (اجرای زنده مسکو)
32. رمز مستی|امیر محمد تفتی|بهرام ساعد
33. در پناه یادها|حسین کاظمیان|رامین صفایی
34. زرد، سرخ، ارغوانی|اشکان کمانگری|امیرحسین سام
35. ملکا|پیام عزیزی
36. ساقی|سال ۷۶|محمدعلی قدمی
37. اعجاز|جمشید عزیزخانی|بابک شریفی
38. هنگامه‌های پگاه|فرازکاویانی
39. زمستان تنهایی|فرازکاویانی
40. گمان|محسن دائی نبی|فرازکاویانی
41. خیال‌انگیز|صدیق تعریف|مجیددرخشانی
42. یاد بی برگی|پوریا اخواص|جوادبطحایی
43. مست عشق|اکبر گلپایگانی|فضل‌الله توکل|تهمورس پورناظری
44. نوایی۲|زنده یاد پورعطایی|مرتضی یگانه راد|مجیدیگانه راد
45. هویاد|حسین عاشوری|رضاصانعی فرد
46. دوران عشق|سالار عقیلی|جمشید صفرزاده
47. دل گفته|بی کلام|داوود احمدی پور
48. نگارنازگر|شهاب الدین روحانی|آزاد میرزاپور
49. نقش نگار|فرازکاویانی
50. سمت دور سوی آه|امیرصادقین|علی قمصری
51. دیوار چین علی قمصری
52. سخنی نیست|همخوانی|علی قمصری
53. هبوط|فرازکاویانی
54. مجنون آن لیلی کجاست|فرشاد جمالی|فردین خلعتبری
55. سرهزارساله|سالار عقیلی|گروه بال وشان|کیوان کیانیان
56. واله|بی کلام|علی اکبر مرادی
57. تنها تو می‌مانی|علیرضا افتخاری|امیر رحیمی آذر|علی خشتی نژاد
58. کوک کولی|سیناسرلک|فرازکاویانی|عادل کمالی
59. خوشا شیراز|حسن صفری|حسن صفری|سهراب و تهمورس پورناظری
60. شاهنامه خوانی کردی (اجرای زنده)|استاد شهرام ناظری|فیض بشی پور|نوید افقه{
61. سودای وطن|علی یاری پور|محمد موحدنیا
62. مهرانه های ماه|مجتبی قلی‌پور|گروه تنبور نوازان روچَن
63. کُردی چاوه ری|آزاد میرزاپور|یسنا
64. خُم خانه|رامین کاکاوند
65. هلای لای|حسین رضایی|دهه هفتاد
66. صورتگر|سالارعقیلی|علی پژوهشگر
67. غیررسمی کنسرت پاریس|سحر محمدی